# Grabhügelnekropole Eschfeld
Koordinaten: 50° 7′ 15″ N, 6° 12′ 45″ O
Die Grabhügelnekropole Eschfeld ist ein römisches Grabfeld in der Ortsgemeinde Eschfeld im Eifelkreis Bitburg-Prüm in Rheinland-Pfalz.

## Beschreibung
Es handelt sich um eine Gruppe von Hügelgräbern wenig nördlich des Eschfelder Wohnplatzes Banzenhof sowie um römische Brandgräber wenig südwestlich der Grabhügelgruppe. Beide befinden sich innerhalb landwirtschaftlich genutzter Flächen.
Die Gruppe der Hügelgräber stammt aus der Zeit der Hunsrück-Eifel-Kultur (HEK). Die Brandgräber stammen aus dem 1. und 2. Jahrhundert n. Chr. und somit aus der Zeit der Römer.

## Archäologische Befunde

### Allgemein
Die beiden Fundorte liegen geographisch sehr nahe beieinander, weshalb man heute von einem größeren Bestattungsplatz ausgeht, der über einen längeren Zeitraum genutzt wurde. Die Hügelgräber werden zusammen mit den Brandgräbern als Nekropole angesehen.

### Grabhügelgruppe
Diese Hügelgräbergruppe besteht aus insgesamt sieben Tumuli mit Durchmessern zwischen 10 und 19 m. Im Jahre 1948 wurden durch das Rheinische Landesmuseum Trier Ausgrabungen durchgeführt, bei denen insgesamt fünf der Grabhügel untersucht wurden. Hierbei stellte man zunächst fest, dass es sich sowohl um Körper- als auch um Brandbestattungen handelt. Bezüglich der Beigaben konnten kaum Funde gemacht werden. Dokumentiert ist einzig ein Gefäß aus Grab 5, welches die Datierung der Grabhügelgruppe in die Übergangszeit zwischen der HEK I und der HEK II ermöglichte.

### Brandgräberfeld
Zwischen 1930 und 1950 wurden wenig südwestlich der Grabhügelgruppe immer wieder Brandgräber bei landwirtschaftlichen Arbeiten entdeckt. Aufgrund der hohen Funddichte entstand die Vermutung über einen Zusammenhang der beiden Grabfelder. Beobachtet wurden hauptsächlich Steinplattengräber. Beigaben konnten auch an dieser Örtlichkeit nicht ausgemacht werden, sodass die Nekropole heute als besonders beigabenarm angesehen wird.

## Erhaltungszustand und Denkmalschutz
Die Grabhügelgruppe sowie das Brandgräberfeld sind nach den Untersuchungen und der betriebenen Landwirtschaft nicht mehr vor Ort erhalten. Vor allem die Brandgräber wurden schon vor den Untersuchungen durch den landwirtschaftlichen Einfluss weitestgehend zerstört.
Die Nekropole ist als eingetragenes Kulturdenkmal im Sinne des Denkmalschutzgesetzes des Landes Rheinland-Pfalz (DSchG) unter besonderen Schutz gestellt. Nachforschungen und gezieltes Sammeln von Funden sind genehmigungspflichtig, Zufallsfunde an die Denkmalbehörden zu melden.